# لورا بينانتي
لورا إيلين بينانتي (ولدت لورا إيلين فيدنوفيتش في 15 يوليو 1979) ممثلة ومغنية أمريكية لعبت دور الأختان التوأم الورا واسترا في مسلسل سوبرغيرل 

## روابط خارجية
- لورا بينانتي- الموقع الرسمي
- لورا بينانتي على موقع IMDb (الإنجليزية)
- لورا بينانتي على موقع ألو سيني (الفرنسية)
- لورا بينانتي على موقع ميوزك برينز (الإنجليزية)
- لورا بينانتي على موقع أول موفي (الإنجليزية)
- لورا بينانتي على موقع قاعدة بيانات برودواي على الإنترنت (الإنجليزية)
- لورا بينانتي على موقع قاعدة بيانات الأفلام السويدية (السويدية)
- لورا بينانتي على موقع أول ميوزيك (الإنجليزية)
- لورا بينانتي على موقع ديسكوغز (الإنجليزية)
- لورا بينانتي على موقع قاعدة بيانات الفيلم (الإنجليزية)
- لورا بينانتي على موقع كينوبويسك (الروسية)